# Brzoza

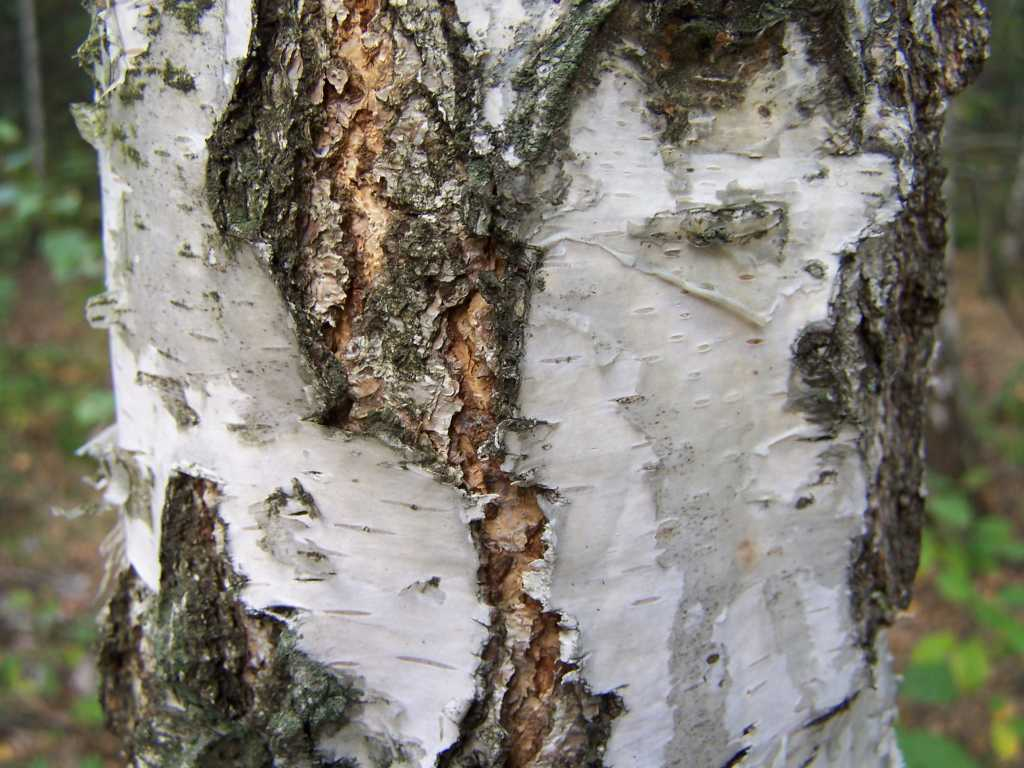
Kora brzozy brodawkowatej

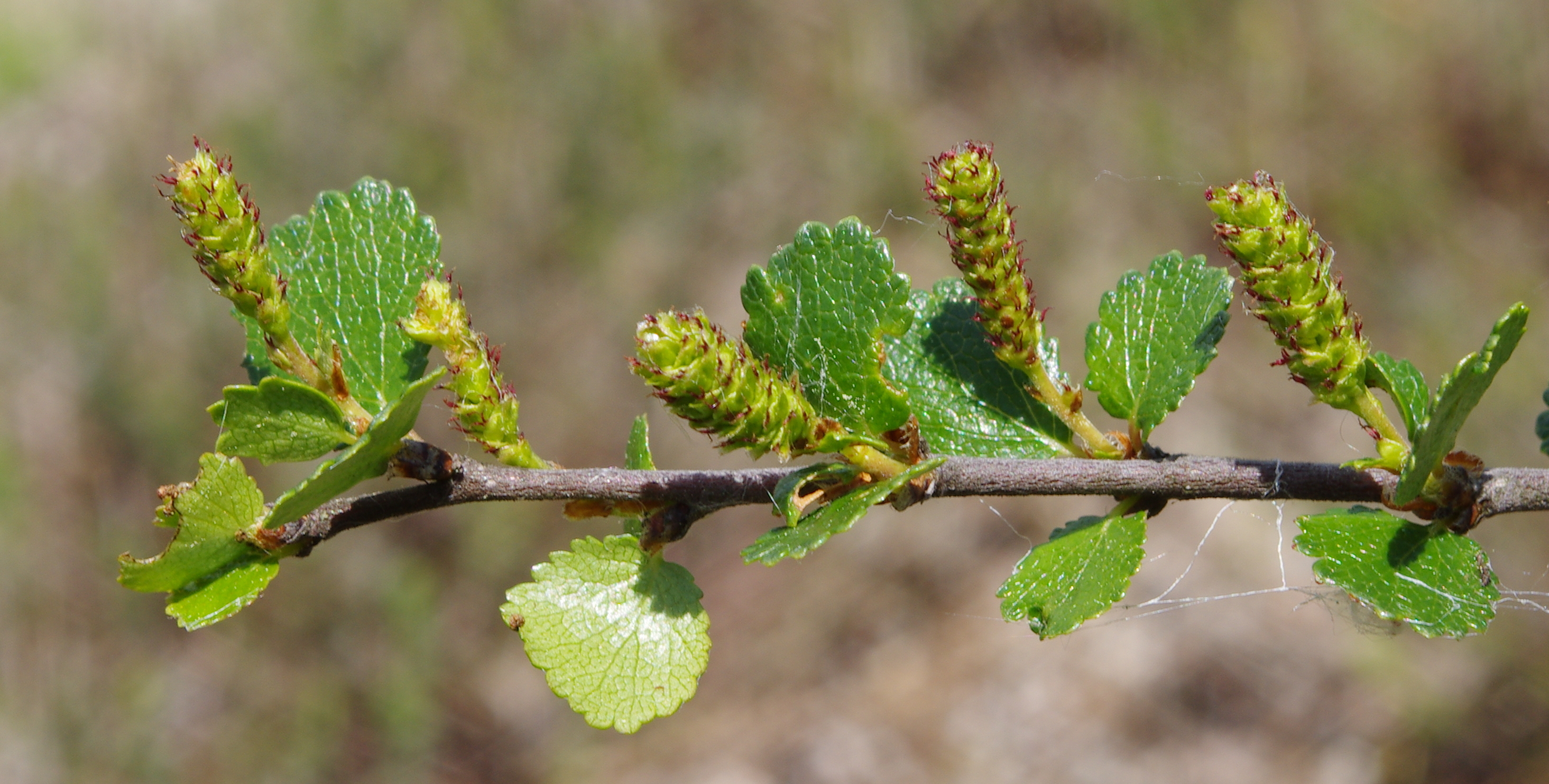
Kwitnąca gałąź brzozy karłowatej

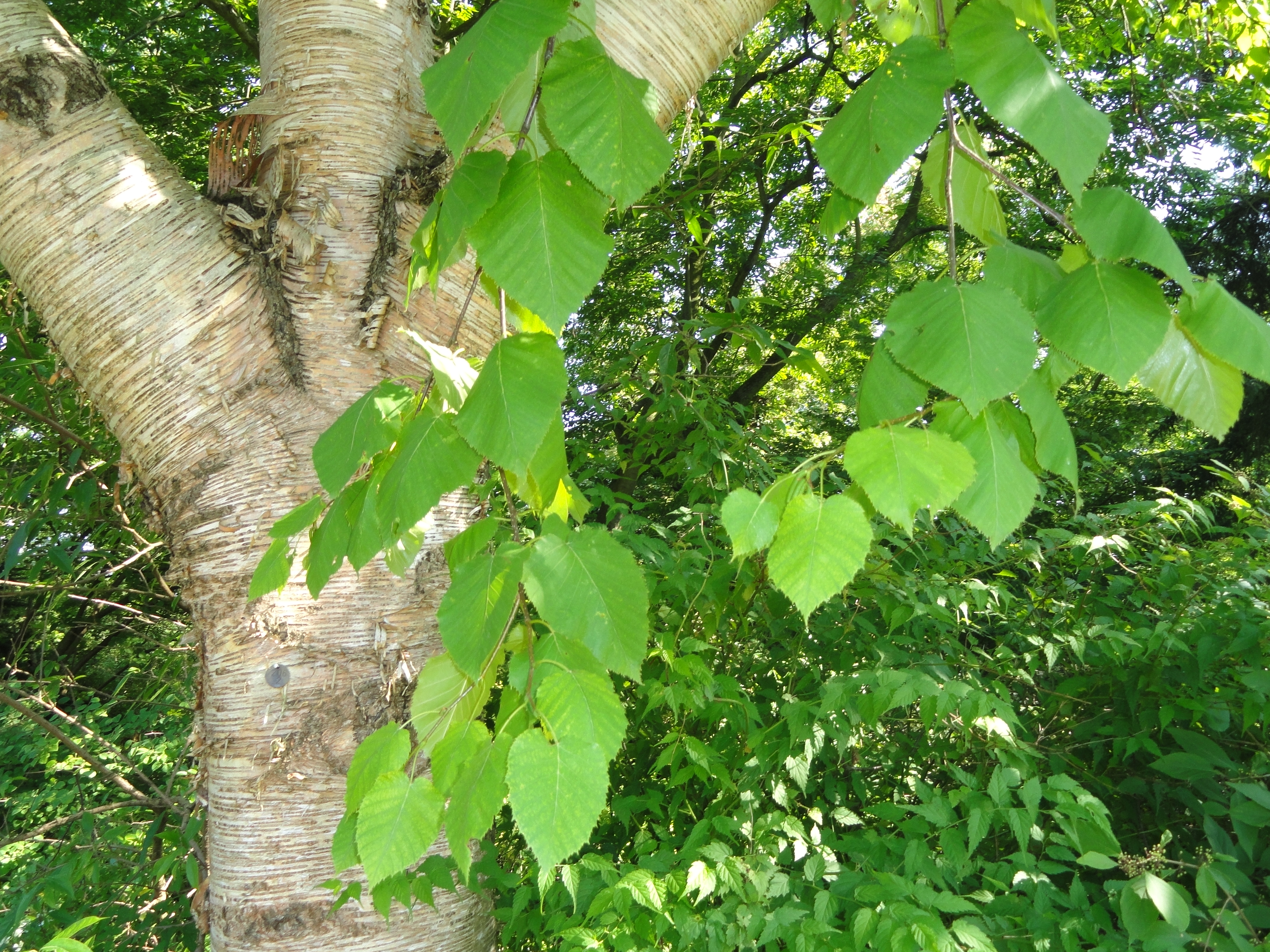
Pień i liście brzozy Maksimowicza

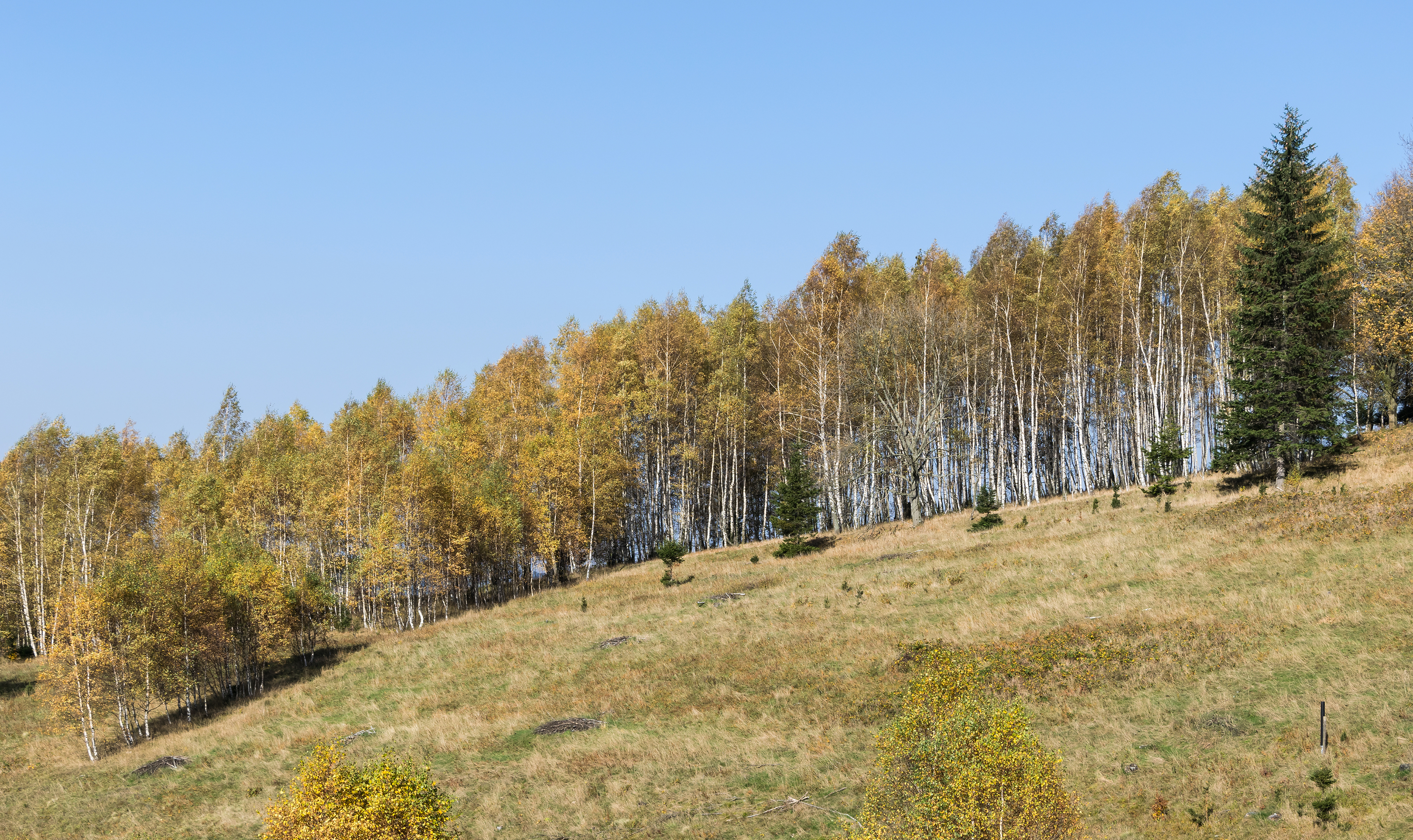
Młody drzewostan brzozowy

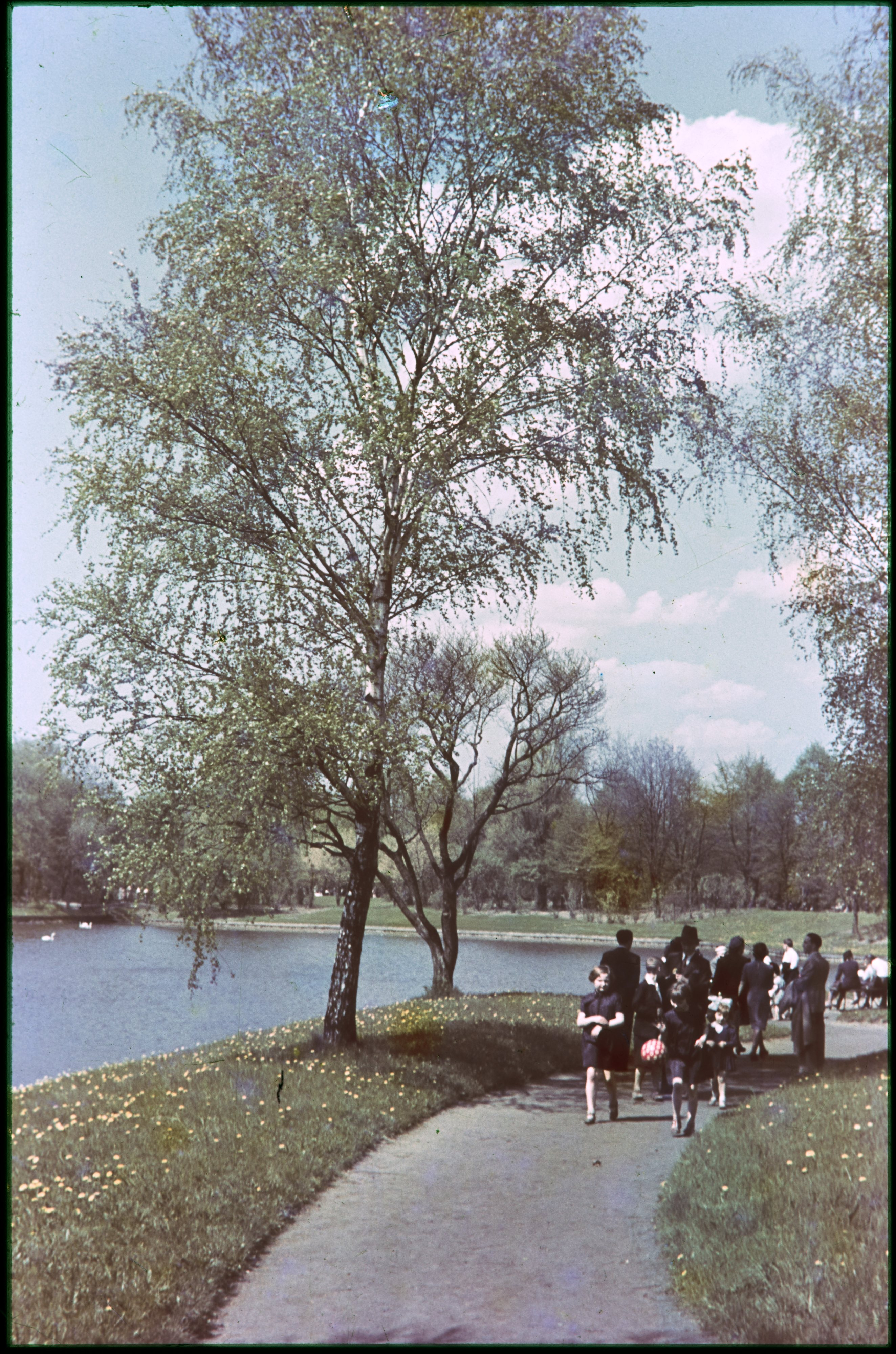
Brzozy w warszawskim ogrodzie wiosną 1939

Brzoza (Betula L.) – rodzaj drzew i krzewów należący do rodziny brzozowatych. Obejmuje trudną do sprecyzowania liczbę gatunków, ponieważ w obrębie rodzaju łatwo powstają mieszańce międzygatunkowe o trudnym do ustalenia statusie taksonomicznym. Wyróżnia się zazwyczaj ok. 30–60 gatunków. Rośliny te występują na północnej półkuli. Zasiedlają zwykle ubogie siedliska i są często gatunkami pionierskimi. Uprawiane są jako drzewa ozdobne głównie dla swej efektownej, cienkiej i białej kory. Dostarczają też cenionego drewna. Wykorzystywane są jako źródło soku brzozowego oraz leczniczo.

## Rozmieszczenie geograficzne
Zasięg rodzaju obejmuje głównie strefę umiarkowaną półkuli północnej włącznie z obszarami klimatu chłodnego i dalej na północy obszarami subarktycznymi pod wpływem klimatu okołobiegunowego (niskie brzozy krzewiaste tworzą istotny komponent tundry). W południowej części zasięgu (Kalifornia, Himalaje) przedstawiciele rodzaju występują na obszarach górskich. Największe zróżnicowanie gatunkowe jest we wschodniej Azji (tylko w Chinach wyróżniane są 32 gatunki) i w Ameryce Północnej (18 gatunków). 
Do flory Polski należą co najmniej cztery gatunki z rodzaju: brzoza brodawkowata (B. pendula), brzoza karłowata (B. nana), brzoza niska (B. humilis) i brzoza omszona (B. pubescens). Według części źródeł zaliczane w randze gatunków są także brzoza ojcowska (B. oycoviensis) i brzoza Szafera (B. szaferi), jednak według innych ranga tych taksonów jest kwestionowana. 

## Morfologia
PokrójKrzewy i drzewa o zróżnicowanej wysokości, maksymalnie do 40 m (brzoza papierowa), ale też zwykle nie przekraczające 1 m (brzoza karłowata). Kora u wielu gatunków, zwłaszcza w młodych partiach koron cienka i papierzasta. U wielu gatunków biała, ale też różowa, czerwonawa do ciemnej. Pędy nagie lub owłosione, czasem pokryte gruzełkami żywicy i stąd chropowate. Pąki okryte kilkoma łuskami, nagie, czasem lepkie lub owłosione.
LiścieOpadające na zimę (jesienią przebarwiają się na żółto), skrętoległe, pojedyncze, ogonkowe, zwykle jajowate, rzadziej okrągławe, piłkowane, wyjątkowo słabo klapowane. U różnych gatunków o mocno zróżnicowanej wielkości od 0,5 cm długości do 15 cm. Użyłkowanie pierzaste, z bocznymi żyłkami równoległymi, o różnej liczbie, która ma znaczenie diagnostyczne dla oznaczania serii i gatunków.
KwiatyRozdzielnopłciowe, rośliny jednopienne. Kwiaty zebrane są w kotkowatych kwiatostanach. Kwiaty męskie siedzące, wykształcone już jesienią i zimujące, nie okryte łuskami. W kątach przysadek pokrywających oś kwiatostanu rozwijają się po trzy kwiaty, każdy zawierający dwa rzadziej trzy lub jeden pręcik, z pylnikami bez włosków na szczycie, podzielonymi wraz z nitkami niemal do ich nasady. Kwiaty żeńskie zebrane w kotkowatych, walcowatych lub jajowatych kwiatostanach rozwijających się na szypułkach, umieszczone na bocznych krótkopędach, przez zimę ukryte w pąkach. W kątach przysadek rozwijają się zwykle trzy kwiaty. Znamiona są dwa, trwałe i purpurowoczerwone. Kwiaty zawierają błoniasty i zredukowany okwiat składający się z czterech części, z których jedna jest większa, a pozostałe zanikające.
OwoceDrobne orzeszki opatrzone dwoma błonkowatymi skrzydełkami (czasem niepozornymi), osadzone w kątach trójklapowych łusek owocowych, które odpadają wraz z dojrzałymi owocami – cały kwiatostan rozsypuje się. Przed dojrzeniem u różnych gatunków owocostany wznoszą się lub zwisają.

## Rodzaje podobne
Od grabu i leszczyny różni się kwiatami żeńskimi zebranymi w kotki, a nie występującymi w luźnych gronach (grab) lub po 2 (leszczyna); od olszy zaś nie drewniejącymi i odpadającymi z owocami łuskami kwiatów żeńskich i okrągłymi w przekroju młodymi gałązkami.

## Biologia i ekologia
RozwójRośliny wieloletnie, jednopienne. Kwiaty rozwijają się na wiosnę wraz z liśćmi. Kwiaty są wiatropylne, a owoce wiatrosiewne.
WymaganiaDrzewa światłolubne, zazwyczaj o małych wymaganiach pokarmowych. Występują zazwyczaj na słabych, piaszczystych, skalistych i bagiennych glebach, także na północnej granicy lasu. Często są to gatunki pionierskie, po zamarciu ustępujące miejsca innym gatunkom leśnym. Większe areały lasów z dużym udziałem lub dominacją brzóz występują w strefie klimatu chłodnego, na Syberii, oraz na obszarach górskich. Niektóre gatunki w Azji Środkowej (np. B. microphylla) rosną w obniżenieach w miejscach silnie zasolonych.
Interakcje międzygatunkoweNa liściach brzóz żeruje szereg owadów, w tym larwy płasta brzozowca (Craesus septentrionalis), czy larwy i owady dorosłe bryzguna brzozowca (Cimbex femoratus). Te ostatnie przy licznym występowaniu mogą powodować znaczną defoliację i niekiedy obumieranie drzew.

## Systematyka
Pozycja systematyczna
Rodzaj z rodziny brzozowate z rzędu bukowców. W obrębie rodziny zaliczany do podrodziny Betuloideae Arnott, jako takson siostrzany rodzaju olsza Alnus.
Podział rodzaju brzoza
Pierwszą propozycję podziału rodzaju opublikował Eduard August von Regel w 1865 roku. Opisanych zostało wówczas 7 sekcji (Albae, Fruticosae, Nanae, Dahuricae, Costatae, Lentae, Acuminatae). System ten był modyfikowany i uzupełniany przez C.K. Schneidera (1915, 1916), Z.D. Chena (1994) i A.K. Skvortsova (2002). W 1993 zaproponowany został przez De Jonga system wyróżniający w obrębie rodzaju 5 podrodzajów na podstawie cech morfologicznych: Betula, Betulaster, Betulenta, Chamaebetula i Neurobetula, wsparty później przez Keinänena i innych (1999) analizą chemiczną metabolitów wtórnych. W miarę jak w analizach pokrewieństwa uwzględniać zaczęto coraz więcej cech (morfologicznych, biochemicznych, liczbę chromosomów, a w końcu genomy) obraz relacji filogenetycznych brzóz coraz bardziej się komplikował. Źródłami problemów w ustaleniu klasyfikacji biologicznej rodzaju jest łatwość z jaką w jego obrębie powstają nowe taksony mieszańcowe i rośliny poliploidalne oraz częsta introgresja. W konkluzjach prac taksonomicznych pojawiają się sugestie, że w przypadku tego rodzaju trzeba odstąpić od prób tworzenia klasycznego kladogramu obrazującego pokrewieństwo filogenetyczne, na rzecz grafu przedstawiającego wielokrotne transfery genów między różnymi taksonami.
Wykaz gatunków
- Betula alleghaniensis Britton – brzoza żółta
- Betula alnoides Buch.-Ham. ex D.Don – brzoza olchowata
- Betula ashburneri McAll. & Rushforth
- Betula baschkirica Tzvelev
- Betula bomiensis P.C.Li
- Betula calcicola (W.W.Sm.) P.C.Li
- Betula celtiberica Rothm. & Vasc.
- Betula chichibuensis H.Hara
- Betula chinensis Maxim. – brzoza chińska, b. azjatycka
- Betula cordifolia Regel
- Betula coriaceifolia V.N.Vassil.
- Betula corylifolia Regel & Maxim.
- Betula costata Trautv. – brzoza żeberkowana
- Betula cylindrostachya Wall.
- Betula davurica Pall. – brzoza dahurska
- Betula delavayi Franch.
- Betula ermanii Cham. – brzoza Ermana
- Betula falcata V.N.Vassil.
- Betula fargesii Franch.
- Betula fruticosa Pall. – brzoza krzaczasta
- Betula glandulosa Michx. – brzoza gruczołowata
- Betula globispica Shirai – brzoza kulistokotkowa, brzoza kulista
- Betula gmelinii Bunge
- Betula grossa Siebold & Zucc. – brzoza grabolistna
- Betula gynoterminalis Y.C.Hsu & C.J.Wang
- Betula hainanensis J.Zeng, B.Q.Ren, J.Y.Zhu & Z.D.Chen
- Betula honanensis S.Y.Wang & C.L.Chang
- Betula humilis Schrank – brzoza niska
- Betula karagandensis V.N.Vassil.
- Betula klokovii Zaver.
- Betula kweichowensis Hu
- Betula lenta L. – brzoza cukrowa, brzoza wiśniowa
- Betula luminifera H.J.P.Winkl. – brzoza błyszcząca
- Betula maximowicziana Regel – brzoza Maksimowicza
- Betula medwediewii Regel – brzoza Medwwediewa
- Betula megrelica Sosn.
- Betula michauxii Spach
- Betula microphylla Bunge – brzoza drobnolistna
- Betula nana L. – brzoza karłowata
- Betula nigra L. – brzoza nadrzeczna
- Betula occidentalis Hook. – brzoza zachodnia
- Betula papyrifera Marshall – brzoza papierowa
- Betula pendula Roth – brzoza brodawkowata
- Betula populifolia Marshall – brzoza topololistna
- Betula potamophila V.N.Vassil.
- Betula potaninii Batalin – brzoza Potanina
- Betula psammophila V.N.Vassil.
- Betula pubescens Ehrh. – brzoza omszona
- Betula pumila L.
- Betula raddeana Trautv. – brzoza Raddego
- Betula saksarensis Polozhij & A.T.Malzeva
- Betula saviczii V.N.Vassil.
- Betula schmidtii Regel – brzoza Schmidta
- Betula skvortsovii McAll. & Ashburner
- Betula sunanensis Y.J.Zhang
- Betula tianschanica Rupr. – brzoza tienszańska
- Betula utilis D.Don – brzoza pożyteczna, brzoza himalajska
- Betula wuyiensis J.B.Xiao
- Betula zinserlingii V.N.Vassil.

Mieszańce międzygatunkowe:

- B. × aurata Borkh.
- B. × bottnica Mela
- B. × caerulea Blanch.
- B. × dosmannii McAll.
- B. × dugleana Lepage
- B. × dutillyi Lepage
- B. × eastwoodiae Sarg.
- B. × heptopotamica V.N.Vassil.
- B. × hornei E.J.Butler
- B. × intermedia (Hartm.) E.Thomas ex Gaudin
- B. × jackii C.K.Schneid.
- B. × minor (Tuck.) Fernald
- B. × paramushirensis Barkalov
- B. × plettkei Junge
- B. × purpusii C.K.Schneid.
- B. × raymundii Lepage
- B. × sandbergii Britton
- B. × sargentii Dugle
- B. × uliginosa Dugle
- B. × utahensis Britton
- B. × vologdensis Tzvelev
- B. × winteri Dugle
- B. × zimpelii Junge

## Zastosowanie

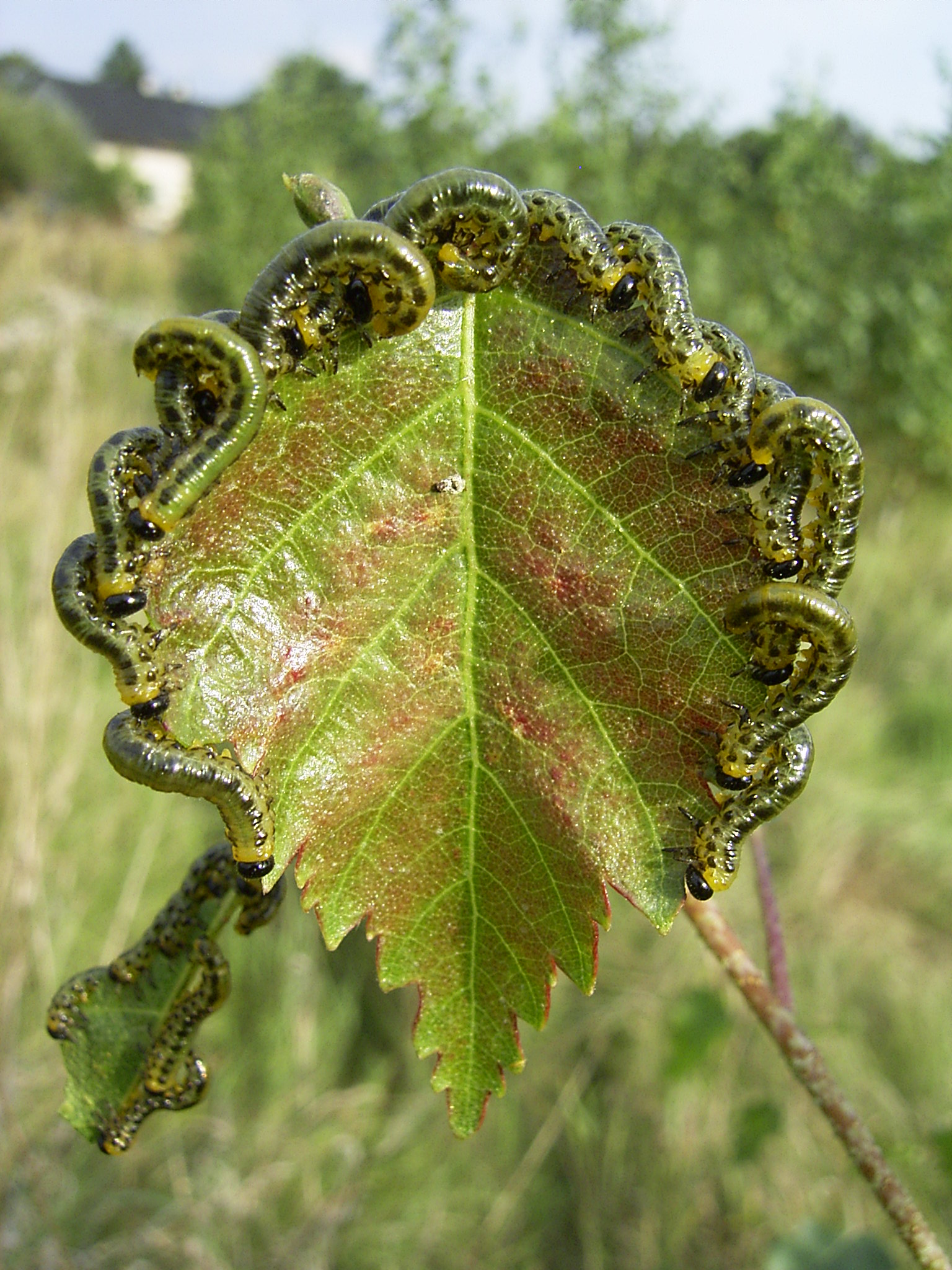
Larwy płasta brzozowca żerujące na liściu brzozy

- Brzozy uprawiane są jako drzewa leśne (często jako tzw. przedplon przy zalesianiu).
- Drewno nie jest zbyt trwałe, ale posiada wysokie własności mechaniczne. Bardzo dobrze daje się obrabiać na tokarce do drewna. Pali się nawet mokre. Wykorzystywane jest w meblarstwie, przemyśle papierniczym oraz drzewnym. Jest średnio twarde, ciężkie. Wykonuje się z niego sklejki, wykładziny, meble, dawniej robiono z niego koła. Używane jest także do suchej destylacji i do produkcji węgla drzewnego.
- Z kory niektórych gatunków otrzymuje się z niej garbnik oraz dziegieć. Kora bywa również wykorzystywana jako materiał na rozpałkę.
- Sok brzozy (pobrany wiosną), nazywany oskołą, zawiera dużo cukrów i stosuje się go do produkcji napoju, a także w kosmetyce do produkcji tzw. wody brzozowej.
- Kilkanaście gatunków stosowanych szerzej jako drzewa ozdobne, ze względu na białą korę u wielu gatunków, wczesne zazielenianie się wiosną i ażurową budowę korony.
- Z plecionek z łyka brzozowego wykonywano niegdyś więzy i pęta, a brzozowych rózg używano do wymierzania kary chłosty[20].

Roślina lecznicza – liście brzozy mają działanie moczopędne, przeciwreumatyczne i napotne. Poprawiają także przemianę materii i działają odtruwająco na układ krwionośny. W Polsce w celach leczniczych wykorzystywane są liście tylko b. omszonej i b. brodawkowatej. Betulina, stanowiąca do 30% masy białej kory brzozy, wykazuje właściwości lecznicze wobec wielu schorzeń, także przeciwnowotworowe.

## Uprawa
Rozmnażanie
- Z siewu, natychmiast po zbiorze nasion lub wczesną wiosną. W wypadku gatunków obcych wskazany siew w szklarni w skrzynkach. Kiełkowanie po 2–4 tygodni zależnie od warunków.
- Odmiany przez szczepienie lub okulizację na 2–3 letnich siewkach.

## Znaczenie kulturowe i symboliczne
- Według wierzeń Słowian zasadzona przy grobie brzoza miała chronić przed duchami, według chrześcijan podobny cel miał spełniać krzyż brzozowy. Słowianie, którzy grzebali zmarłych nogami na wschód, sadzili ją zawsze od strony północnej grobu. Przypisywano jej magiczne działanie – z jej pomocą można było pozbyć się wycieńczenia i dreszczy[24].
- Gałązek brzozowych używano na wianki i do zdobienia domów w czasie Zielonych Świątek, na palmy w czasie Niedzieli Palmowej by budzić nimi śpiochów, oraz w śmigus do smagania dziewcząt[24].
- Według współczesnych radiestetów brzoza ma pozytywną energię i dotykanie jej oraz przebywanie w bliskim jej sąsiedztwie jest korzystne. Według horoskopów urodzeni w znaku brzozy (24 czerwca) są pracowici, zgodni, oszczędni, skromni i wierni w przyjaźni, pozbawieni są słuchu muzycznego[24].
- U starożytnych Rzymian brzoza symbolizowała m.in. władzę. Stąd właśnie pęk brzozowych rózg związanych rzemieniem – „fasces” – był oznaką władzy liktorskiej. Gałązek brzozowych używano też podczas uroczystości wprowadzania na urząd nowych konsulów[20].
- Brzoza symbolizuje miłość, małżeństwo, wesele, rodzinę i czystość. Rzymianie z gałązek brzozy sporządzali pochodnie weselne, których ogień miał przynosić szczęście nowożeńcom[20].
- Brzoza była atrybutem skandynawskiej bogini małżeństwa i rodziny Frigg[20].
- Brzoza stanowiła również amulet chroniący przed czarami. Dlatego też kołyski wykonywano najchętniej z drewna brzozowego, aby strzegło noworodka przed rzuconym urokiem[20].

## Znane brzozy
- Na terenie Polski znaną brzozą była tzw. „brzoza gryżyńska”, olbrzymie drzewo rosnące do 1875 roku we wsi Gryżyna w pobliżu Kościana, będące tematem podań ludowych.
- Po katastrofie polskiego Tu-154 w Smoleńsku inną brzozą znaną w Polsce stała się tzw. „brzoza smoleńska”, rosnąca w Smoleńsku.
- W Norwegii znana jest tzw. „brzoza królewska” w Molde, symbol oporu kraju przeciwko okupacji niemieckiej w 1940 roku.